# Algensiella laurenceae
Algensiella laurenceae is een eenoogkreeftjessoort uit de familie van de Ancorabolidae. De wetenschappelijke naam van de soort is voor het eerst geldig gepubliceerd in 1988 door Bodiou & Colomines.